# Серендипность
Инстинкти́вная (интуитивная) прозорли́вость, серенди́пность (с англ. — «serendipity») — термин, происходящий из английского языка и обозначающий способность, делая глубокие выводы из случайных наблюдений, находить то, чего не искал намеренно. Среди характерных примеров серендипности называют открытие рентгеновского излучения Вильгельмом Рентгеном, а также открытие взаимосвязи электричества и магнетизма Эрстедом.

## История
Термин восходит к притче «Три принца из Серендипа», входившей в состав древнеперсидского эпоса. В ней герои, прошедшие глубокое обучение, сумели индуктивно описать по одним лишь следам внешние признаки потерянного верблюда («хромого, слепого на один глаз, потерявшего зуб, везущего беременную женщину и на одном боку груз мёда, на другом — масла»), которого они никогда не видели. Похожие сюжеты имеются в литературе и фольклоре многих народов.
Впервые слово serendipity появилось 28 января 1754 года в частном письме английского писателя Хораса Уолпола Хорасу (Горацию) Манну. Он определил его как «очень выразительное слово, характеризующее открытие, совершённое без преднамеренных действий». Однако значимое по частотности употребление этого слова отмечено лишь начиная с первой половины XX века, когда изобретательская активность и методология изобретательской деятельности также развивались весьма активно. Постепенно расширялась и сфера его применения, так как творчество, изобретение и открытие нового свойственно многим сферам человеческой деятельности.
В американском словаре The American Heritage Dictionary of the English Language термину serendipity сопоставлено уже три самостоятельных значения:
1. способность делать удачные открытия «по случаю»;
2. факт или возникновение такого открытия;
3. состояние в момент совершения такого открытия.

Кроме того, в этот словарь вошли производные от существительного serendipity: прилагательное serendipitous и наречие serendipitously. В русском языке аналогичный по смыслу термин пока не особенно прижился, однако в виде непосредственной транслитерации («серендипити») или полукальки («серендипность») иногда употребляется.